# 厄爾鋸鱗魚
厄爾鋸鱗魚（學名：Myripristis earlei）為輻鰭魚綱金眼鯛目金鱗魚亞目金鱗魚科的其中一種，分布於中東太平洋的費尼克斯群島及馬貴斯群島海域，棲息深度10-37公尺，體長可達24公分，棲息在礁石區，白天躲在礁穴中。

## 擴展閱讀
維基物種上的相關：厄爾鋸鱗魚